# بطليموس السادس

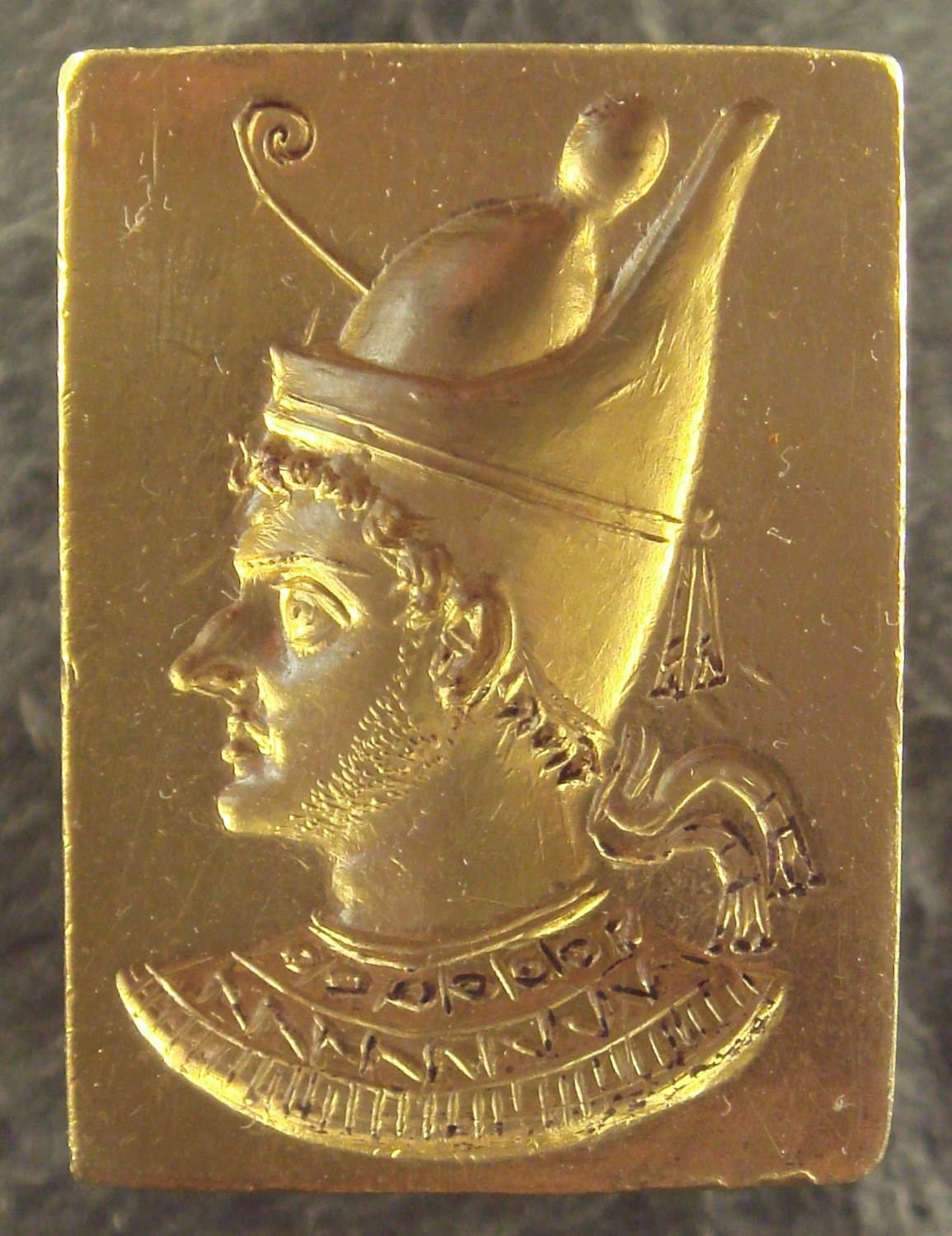
بطليموس السادس بالزي والتاج الفرعوني

في سنة 180 ق.م أُعلن بطليموس السادس ملكًا للعرش لقب بـ فيلوماتور (أي المحب لأمه) وأشرك معه في الحكم أخته كليوباترا الثانية وأخاه الأصغر بطليموس السابع وفي عهده هاجمت روما(حليفة مصر) مملكة مقدونيا القديمة وانشغلت في حرب كبيرة مع جيش برسيوس ملك مملكة مقدونيا القديمة، فاستغل أنطيوخس الرابع ملك سوريا انشغال روما التي تقع مصر تحت سيطرتها واحتل مصر بالكامل وأتبعها لحكمه وأخذ بطليموس السادس الصغير أسيراً، وأعلن نفسه ملكا على وادي النيل.
وقد تولى بطلميوس السادس الحكم تحت وصاية أمه الملكة «كليوباترا الأولى» حتى عام 176 ق. م. عندما ماتت الملكة الأم فانفرد بطلميوس السادس بالحكم وتولى أمر السياسة اثنان من عبيد القصر المحررين هما «يولايوس» و «لينايوس» وما أن بلغ الملك سن الخامسة عشرة حتى زُوج من أخته «كليوباترا الثانية» وتوج نفسه ملكاً سنة 172 ق. م. وحمل لقب «فيلوميتور» أي المحب لأمه.
سياسة بطلميوس السادس الخارجية
وبتولي «بطلميوس السادس» العرش تغيرت سياسة مصر الخارجية فقد كانت كليوباترا الأولى تدعو لحياد مصر ومهادنة السليوقيين ولكن بعد موتها اتجه بطلميوس السادس لمحاباة الرومان ومعاداة أخواله السليوقيين من أجل استعادة جوف سوريا، وذلك لأنه بعد وفاة «كليوباترا الأولى» بدد أخوها «أنطيوخوس الرابع» ملك الدولة السليوقية كل فرص السلام برفضه الاستمرار في دفع دخل إقليم جوف سوريا للبطالمة وفقا لما كان متفقا عليه في صداق أخته عند زواجها من بطلميوس الخامس ونفى تماما وجود أية معاهدة تعطي البطالمة ملكية هذا اللإقليم، ومن ناحية أخرى كان «أنطيوخوس الرابع» يطمع في الاستيلاء على مصر أو فرض وصايته عليها على الأقل.
وفي تلك الأثناء كانت روما تستعد لخوض غمار حرب جديدة ضد الدولة المقدونية فقامت بإرسال سفارة إلى كل من «فيلوميتور» و«أنطيوخوس الرابع» للاطمئنان على موقفهما في أثناء هذه الحرب، وقد أكد الملكان للسفراء الرومان أنهما سيبقيان على وفائهما لروما. وعندما كانت الحرب بين البطالمة والسليوقيين على وشك الوقوع أرسل كل من الطرفين المتنازعين بعثة دبلوماسية إلى روما، وقد تحدث مبعوثو أنطيوخوس إلى السناتو عن تحدي البطالمة ومبادئتهم بالعدوان. أما مبعوثو البطالمة فقد كلفوا بتجديد علاقات الصداقة بين مصر وروما. وتدل هاتان السفارتان على مدى ما بلغته روما من نفوذ في شرق البحر المتوسط، ولا بد من أن تكون روما قد استخدمت كل دهائها السياسي في تغذية الحرب بين البطالمة والسليوقيين لتضمن إضعافهما معا وعدم تدخلهما في حربها ضد مقدونيا.